# Giachem Guidon
Giachem Guidon (* 4. September 1961 in Bever) ist ein ehemaliger Schweizer Skilangläufer. Er nahm an vier Olympischen Winterspielen und sechs nordischen Skiweltmeisterschaften teil und wurde 11-mal Schweizer Meister, darunter fünf Einzeltitel.

## Werdegang
Guidon, der für den Alpina St. Moritz und SC Galgenen startete, nahm bis 1981 an Juniorenrennen teil. In der Saison 1981/82 holte er in Le Brassus mit dem neunten Platz über 15 km seine ersten Weltcuppunkte und bei den Schweizer Meisterschaften 1982 Bronze über 30 km und Gold mit der Staffel. Zudem errang er dabei den sechsten Platz über 15 km und wurde daraufhin für die  nordischen Skiweltmeisterschaften 1982 in Oslo nominiert. Dort belegte er den 40. Platz über 15 km. Nach Platz eins über 15 km in Pontresina zu Beginn der Saison 1982/83 errang er auf der Seiser Alm den zweiten Platz und in Reit im Winkl den dritten Platz mit der Schweizer Staffel. Bei den Schweizer Meisterschaften 1983 gewann er jeweils Silber über 15 km und mit der Staffel. In der Saison 1983/84 kam er im Weltcup neunmal in die Punkteränge und erreichte damit den 12. Platz im Gesamtweltcup. Zudem wurde er in Fairbanks Dritter mit der Staffel. Bei den Schweizer Meisterschaften 1984 in Saint-Imier holte er jeweils Bronze über 15 km und 30 km und Silber mit der Staffel. Beim Saisonhöhepunkt, den Olympischen Winterspielen 1984 in Sarajevo, belegte er den 20. Platz über 30 km, den 19. Rang über 50 km und den 12. Platz über 15 km. Zudem errang er dort zusammen mit Konrad Hallenbarter, Joos Ambühl und Andy Grünenfelder den fünften Platz in der Staffel. Nach Platz zwei über 15 km beim internationalen Langlauf in Maloja zu Beginn der Saison 1984/85 kam er bei den Weltcups in Witoscha und in Oslo jeweils auf den zweiten Platz mit der Staffel. Zudem lief er im Weltcupeinzel viermal unter die ersten Zehn und erreichte in Falun mit dem zweiten Platz über 30 km seine erste Podestplatzierung im Weltcupeinzel und zum Saisonende mit dem achten Platz im Gesamtweltcup sein bestes Gesamtergebnis. Beim Saisonhöhepunkt, den nordischen Skiweltmeisterschaften 1985 in Seefeld in Tirol, belegte er den 22. Platz über 50 km, den 19. Rang über 15 km und den achten Platz über 30 km. Zudem wurde er dort zusammen mit Konrad Hallenbarter, Joos Ambühl und Andy Grünenfelder Fünfter in der Staffel. Bei den Schweizer Meisterschaften 1985 in Einsiedeln gewann er Bronze über 15 km, jeweils Silber über 30 km und 50 km und Gold mit der Staffel.
Nach ersten Plätzen über 15 km in Pontresina und beim Zermatter Nachtlanglauf zu Beginn der Saison 1985/86 holte Guidon über 15 km bei den Schweizer Meisterschaften 1986 in Trun seinen ersten Schweizer Einzeltitel. Zudem errang er dort den zweiten Platz über 30 km und den ersten Platz mit der Staffel. In der Saison 1986/87 wurde er beim Weltcup in Cogne Dritter und in Calgary Zweiter mit der Staffel. Bei den Schweizer Meisterschaften 1987 in Blonay gewann er jeweils Silber über 15 km klassisch und mit der Staffel und Gold über 30 km klassisch und belegte beim Saisonhöhepunkt, den nordischen Skiweltmeisterschaften 1987 in Oberstdorf, den 19. Platz über 15 km klassisch, den 13. Rang über 50 km Freistil und den siebten Platz mit der Staffel. Zu Beginn der Saison 1987/88 kam er beim Weltcup in La Clusaz auf den achten Platz über 15 km Freistil und auf den neunten Rang über 30 km Freistil in Kastelruth. Es folgten zweite Plätze über 15 km, 30 km und 50 km bei den Schweizer Meisterschaften 1988 und Rang eins mit der Staffel. Beim Weltcup in Štrbské Pleso erreichte er mit Platz drei über 15 km Freistil seine zweite Podestplatzierung im Weltcupeinzel. Bei den Olympischen Winterspielen 1988 in Calgary lief er jeweils auf den 13. Platz über 30 km klassisch und 50 km Freistil und auf den vierten Rang zusammen mit Andy Grünenfelder, Jürg Capol und Jeremias Wigger in der Staffel. Die Saison beendete er auf dem 17. Platz im Gesamtweltcup. In der folgenden Saison kam er im Weltcup dreimal unter die ersten Zehn und erreichte damit den 16. Platz im Gesamtweltcup. Zudem siegte er beim nationalen Rennen über 30 km in der Lenzerheide, in Piteå über 12 km und holte bei den Schweizer Meisterschaften 1989 Silber über 15 km klassisch und jeweils Gold über 30 km klassisch, 50 km Freistil und mit der Staffel. Beim Saisonhöhepunkt, den nordischen Skiweltmeisterschaften 1989 in Lahti, lief er auf den 27. Platz über 30 km klassisch, auf den zehnten Rang über 50 km Freistil und auf den achten Platz über 15 km Freistil. Zudem errang er dort den 12. Platz mit der Staffel.
In der Saison 1989/90 konnte Guidon aufgrund von Rückenbeschwerden nur an wenigen Rennen teilnehmen. Unter anderen trat er bei den Schweizer Meisterschaften 1990 nur in der Staffel an, wo er Gold gewann. In der folgenden Saison holte er bei den Schweizer Meisterschaften 1991 in Kandersteg Bronze in der Verfolgung und belegte bei den nordischen Skiweltmeisterschaften 1991 im Val di Fiemme den 11. Platz über 15 km Freistil. Im folgenden Jahr wurde er Schweizer Meister in der Verfolgung und errang den zweiten Platz über 10 km klassisch. Seine beste Platzierung bei den Olympischen Winterspielen 1992 in Albertville war der 15. Platz über 50 km Freistil. Bei den Schweizer Meisterschaften 1993 gewann er die Bronzemedaille über 50 km Freistil und jeweils die Silbermedaille über 10 km klassisch und mit der Staffel und lief bei den nordischen Skiweltmeisterschaften 1993 in Falun auf den 45. Platz über 10 km klassisch, auf den 41. Rang über 30 km klassisch und auf den 25. Platz über 50 km Freistil. Zudem wurde er dort Neunter mit der Staffel. In der Saison 1993/94 holte er bei den Schweizer Meisterschaften in Campra nochmals Silber mit der Staffel vom SC Galgenen und belegte bei den Olympischen Winterspielen 1994 in Lillehammer den 48. Platz über 10 km klassisch, den 46. Rang über 30 km Freistil und zusammen mit Jeremias Wigger, Hans Diethelm und Jürg Capol den siebten Platz in der Staffel. Nach der Saison 1993/94 beendete er seine internationale Karriere. In der Saison 1994/95 nahm er noch an nationalen Rennen teil. Dabei siegte er beim Surselva-Marathon.
Von 1994 bis 1999 war er mit der norwegischen Skilangläuferin Anita Moen verheiratet. Nach seiner Sportlerkarriere war er in der Saison 2006/07 Nationaltrainer der Schweizer Skilangläufer.

## Erfolge

### Teilnahmen an Weltmeisterschaften und Olympischen Winterspielen

#### Olympische Winterspiele
- 1984 Sarajevo: 5. Platz Staffel, 12. Platz 15 km, 19. Platz 50 km, 20. Platz 30 km
- 1988 Calgary: 4. Platz Staffel, 13. Platz 50 km Freistil, 20. Platz 30 km klassisch
- 1992 Albertville: 15. Platz 50 km Freistil, 25. Platz 30 km klassisch, 34. Platz 15 km Verfolgung Freistil, 44. Platz 10 km klassisch
- 1994 Lillehammer: 7. Platz Staffel, 46. Platz 30 km Freistil, 48. Platz 10 km klassisch

#### Nordische Skiweltmeisterschaften
- 1982 Oslo: 40. Platz 15 km
- 1985 Seefeld in Tirol: 5. Platz Staffel, 8. Platz 30 km, 19. Platz 15 km, 22. Platz 50 km
- 1987 Oberstdorf: 7. Platz Staffel, 13. Platz 50 km Freistil, 19. Platz 15 km klassisch
- 1989 Lahti: 8. Platz 15 km Freistil, 10. Platz 50 km Freistil, 12. Platz Staffel, 27. Platz 30 km klassisch
- 1991 Val di Fiemme: 11. Platz 15 km Freistil
- 1993 Falun: 9. Platz Staffel, 25. Platz 50 km Freistil, 41. Platz 30 km klassisch, 45. Platz 10 km klassisch

### Medaillen bei nationalen Meisterschaften
- 1982: Gold mit der Staffel, Bronze über 30 km
- 1983: Silber über 15 km, Silber mit der Staffel
- 1984: Silber mit der Staffel, Bronze über 15 km, Bronze über 30 km
- 1985: Gold mit der Staffel, Silber über 30 km, Silber über 50 km, Bronze über 15 km
- 1986: Gold mit der Staffel, Gold über 15 km, Silber über 30 km
- 1987: Gold über 30 km klassisch, Silber mit der Staffel, Silber über 15 km klassisch
- 1988: Gold mit der Staffel, Silber über 15 km klassisch, Silber über 30 km klassisch, Silber über 50 km Freistil
- 1989: Gold mit der Staffel, Gold über 30 km klassisch, Gold über 50 km Freistil, Silber über 15 km klassisch
- 1990: Gold mit der Staffel
- 1991: Bronze in der Verfolgung
- 1992: Gold in der Verfolgung, Silber über 10 km klassisch
- 1993: Silber über 10 km klassisch, Silber mit der Staffel, Bronze über 50 km Freistil
- 1994: Silber mit der Staffel

### Gesamtweltcup-Platzierungen
| Saison  | Platz | Punkte |
| ------- | ----- | ------ |
| 1981/82 | 47.   | 12     |
| 1982/83 | 48.   | 9      |
| 1983/84 | 12.   | 55     |
| 1984/85 | 8.    | 71     |
| 1985/86 | 21.   | 20     |
| 1986/87 | 32.   | 14     |
| 1987/88 | 17.   | 36     |
| 1988/89 | 16.   | 30     |
| 1989/90 | –     | –      |
| 1990/91 | 31.   | 8      |
| 1991/92 | 53.   | 1      |
| 1992/93 | 79.   | 8      |